# Alfredo Brañas

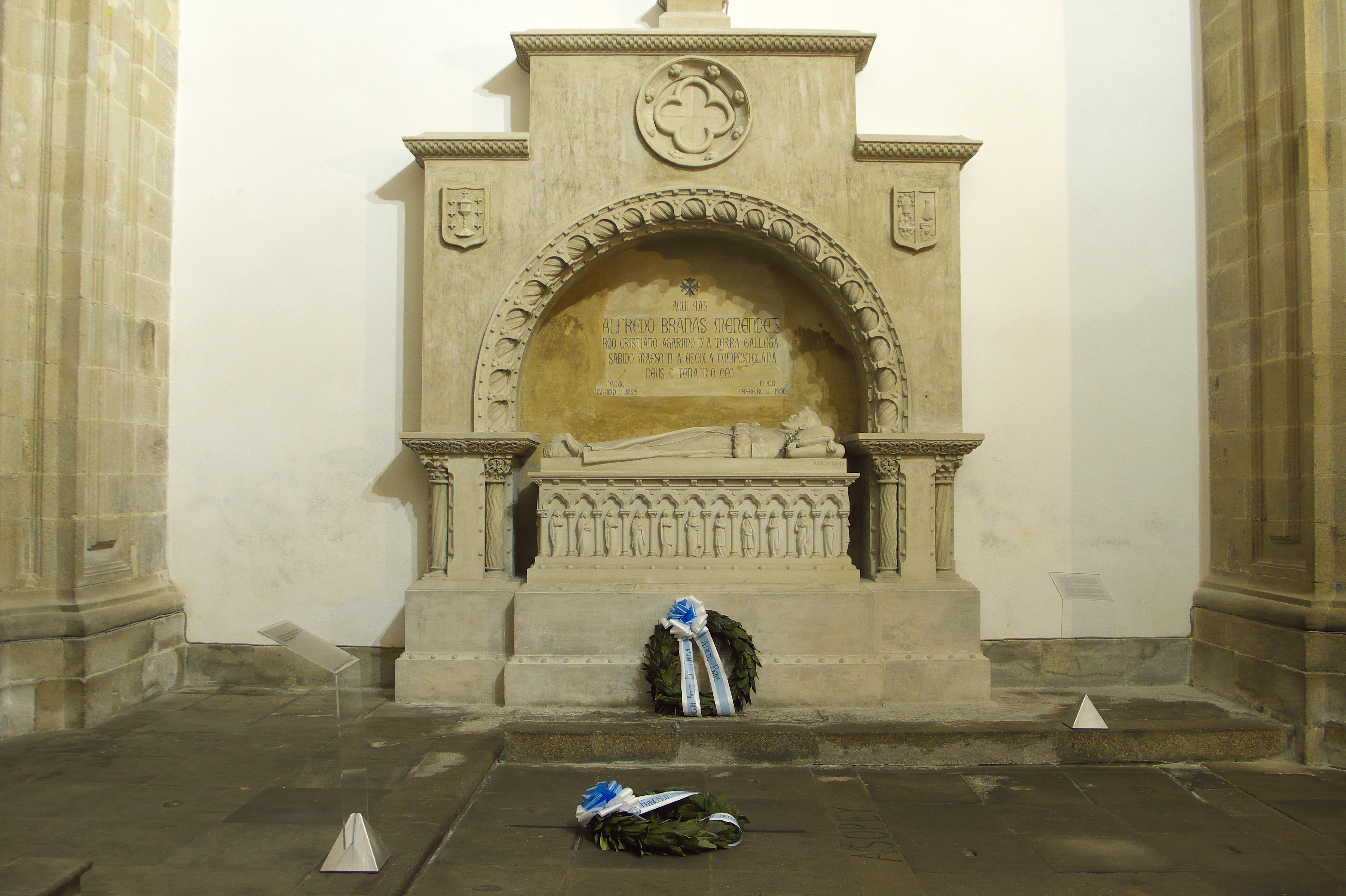
Il sepolcro di Alfredo Brañas nel Panteón de Galegos Ilustres, Convento de San Domingos de Bonaval, Santiago de Compostela.

Alfredo Brañas Menéndez (Carballo, 11 gennaio 1859 – Santiago di Compostela, 21 febbraio 1900) è stato uno scrittore e politico spagnolo, ideologo del regionalismo gallego.